# Gianni Mazza
Gianni Mazza (Roma, 5 ottobre 1944) è un direttore d'orchestra, compositore, tastierista cantante, attore e personaggio televisivo italiano.

## Biografia
Conosciuto dai più come il "maestro Mazza", di formazione jazz, inizia la carriera come tastierista del gruppo dei Freddie's, complesso noto sulla scena musicale romana degli anni '60; si dedica poi all'attività di cantante, partecipando nel 1965 al Festival degli sconosciuti di Ariccia e vincendolo. Dal 1966 diventa tastierista di Little Tony e nel 1970 forma un gruppo che accompagna il cantante, The Ambassadors (con Enrico Ciacci alla chitarra, Alberto Ciacci al basso e Gianni Dall'Aglio alla batteria), e che incide anche a nome proprio; diventa inoltre direttore artistico della Little Records, etichetta di proprietà di Little Tony.
Nel decennio successivo realizza molti dischi di altri artisti, lavorando, per citarne solo alcuni, con: Loy e Altomare, Stefano Rosso, I Cugini di Campagna, Anna Melato, sua compagna dell'epoca e Renzo Arbore, per il quale realizza il primo LP dal titolo Ora o mai più, ovvero cantautore da grande.
L'incontro con Arbore si rivela importantissimo per la sua carriera e quindi raggiunge la grande popolarità con la partecipazione, negli anni '80, a programmi televisivi di grande successo: da Tutti insieme compatibilmente di Nanni Loy (1980) a Telepatria International (1981), da Ciao Gente di Corrado (1983-1984) a Quelli della notte (1984-1985), da Cari amici vicini e lontani a Indietro tutta! di Renzo Arbore, con il quale prosegue la fortunata collaborazione, offrendogli spesso sponde per le sue gag.
È stato direttore d'orchestra ancora in altri numerosi varietà della RAI. Ha inoltre preso parte, come compositore e due volte come attore, a otto film tra il 1977 e il 2001. Nel 1991 ha partecipato al Festival di Sanremo nella categoria Nuove Proposte con la canzone Il lazzo, senza riuscire ad accedere tra i finalisti. Nel 1996-97 è approdato a Domenica in con la conduzione di Mara Venier e successivamente di Fabrizio Frizzi e nel 1997 ha pubblicato l'album Mazza ... che domenica! edito da Carosello. Sempre con Fabrizio Frizzi e insieme a Milly Carlucci dal 1991 al 1996 ha condotto la trasmissione televisiva Scommettiamo che...? di Michele Guardì andata in onda su Rai 1.
Fino al 2005 ha fatto parte del cast del programma di Rai 2 Piazza Grande di Michele Guardì condotto da Giancarlo Magalli, mentre dal settembre 2006 è passato a Buona Domenica su Canale 5. Dopo aver lasciato Mediaset ed essere tornato alla Rai, nel 2009 incide un CD dal titolo: Tutta colpa di mia moglie edito da Rai Trade, che raccoglie alcune sigle celebri della Tv come: Zum zum zum, Cicale, Stasera mi butto, Dadaumpa delle storiche gemelle Kessler, Viva la Rai di Renato Zero ed altre, tutte rivisitate con il solito umorismo dissacrante che caratterizza da sempre la sua carriera musicale.
Dal 2009 al 2019 è direttore d'orchestra nel programma di Michele Guardì Mezzogiorno in famiglia in onda su Rai 2 il sabato e la domenica. È coautore con Sergio Cossa della canzone Ciupi Ciu de La prova del cuoco, con testo di Antonella Clerici e dello stesso Cossa.

## Televisione
- Tutti insieme compatibilmente (Rete 2, 1980)
- Telepatria internationa, ovvero niente paura siamo italiani (Rete 2, 1981)
- Ciao Gente (Canale 5, 1983-1984)
- Cari amici vicini e lontani (Rai 1, 1984)
- Quelli della notte (Rai 2, 1984-1985)
- Indietro tutta! (Rai 2, 1987-1988)
- Scommettiamo che...? (Rai 1, 1991-1996)
- Prove e provini a Scommettiamo che...? (Rai 1, 1992-1996)
- Domenica in (Rai 1, 1996-1998)
- Festa di classe (Rai 2, 1999)
- Inferno e paradiso (Rai 1, 2000) - pilot
- Fantastica italiana (Rai 2, 2000)
- I raccomandati (Rai 1, 2001) - pilot
- La sera dei miracoli (Rai 1, 2002)
- Una giornata particolare (Rai 1, 2004)
- Piazza Grande (Rai 2, 2004-2006)
- Buona Domenica (Canale 5, 2006-2008)
- Mezzogiorno in famiglia (Rai 2, 2010-2019)

## Cinema

### Compositore
- Casotto, regia di Sergio Citti (1977)
- Il tango della gelosia, regia di Steno (1980)
- Il giorno del Cobra, regia di Enzo G. Castellari (1980)
- Grunt! - La clava è uguale per tutti, regia di Andy Luotto (1982)
- Mutande pazze, regia di Roberto D'Agostino (1992)
- Positano, regia di Vittorio Sindoni, miniserie tv (1996)

### Attore
- Gli inaffidabili, regia di Jerry Calà (1997)
- Prigionieri di un incubo, regia di Franco Salvia (2001)